# Трепов, Фёдор Фёдорович (младший)
Фёдор Фёдорович Трепов (1854—1938) — русский военный и государственный деятель, генерал от кавалерии (1909) и генерал-адъютант (1909), герой русско-турецкой войны 1877-1878 гг. и русско-японской войны 1904-1905 гг.

## Биография
Православный. Из дворян Петербургской губернии. Сын генерала от кавалерии Федора Федоровича Трепова.
Образование получил в Пажеском корпусе (1873), откуда был выпущен корнетом в лейб-гвардии Конный полк.
Поручик (1877). Адъютант при Командующем войсками Оренбургского ВО (01.02.1877-10.09.1878). Переименован в Есаулы (1877). Участник русско-турецкой войны 1877—1878 годов. Переименован в Ротмистры (1878). Майор (1879). Подполковник (1881; за отличие).
Чиновник для особых поручений при Киевском, Подольском и Волынском генерал-губернаторе (с 10.05.1881). Полковник (1884; за отличие). Вице-губернатор Уральской области (13.02.1892-11.08.1894). Генерал-майор (11.08.1894; за отличие). Вятский губернатор (с 11.08.1894). Волынский губернатор (с 09.07.1896). Киевский губернатор (17.04.1898-05.04.1903).
Генерал-лейтенант (06.12.1901; за отличие). С 05.04.1903 года - сенатор. Во время русско-японской войны главноуполномоченный Российского общества Красного Креста (10.02.-17.04.1904). Начальник санитарной части Маньчжурской армии (17.04.1904-01.06.1905). Награждён Золотым оружием с надписью «За храбрость» (ВП 24.01.1905).
18 ноября 1905 года назначен членом Государственного совета, присоединился к правой группе. Одновременно Киевский, Подольский и Волынский генерал-губернатор (18.12.1908-30.09.1914). Генерал от кавалерии (пр. 01.01.1909; ст. 06.12.1911; за отличие). Генерал-адъютант (28.06.1909).
После начала Первой мировой войны был помощником Верховного начальника санитарной и эвакуационной части в войсках принца Александра Ольденбургского (11.09.-15.12.1914). С 04.10.1916 года - военный генерал-губернатор областей Австро-Венгрии, занятых по праву войны.
21 марта 1917 лишён звания генерал-адъютанта в связи с упразднением всех военно-придворных званий.
31 марта 1917 числящийся по армейской кавалерии, военный генерал-губернатор областей Австро-Венгрии, занятых по случаю войны, генерал от кавалерии Трепов уволен от службы, за болезнью, с мундиром и пенсией, хотя к этому времени от его «генерал-губернаторства» не осталось практически ничего. 
После Октябрьской революции эмигрировал во Францию. Умер в Ницце.

## Награды
- Орден Святой Анны 3-й степени с мечами и бантом (24.01.1878)

- Орден Святого Владимира 4-й степени с мечами и бантом (28.03.1878)

- Орден Святого Станислава 2-й степени с мечами (27.03.1879)

- Орден Святой Анны 2-й степени (05.04.1887)

- Орден Святого Владимира 3-й степени (30.08.1890)

- Орден Святого Станислава 1-й степени (14.05.1896)

- Орден Святой Анны 1-й степени (18.04.1899)

- Золотое оружие с надписью "За храбрость" (24.01.1905)

- Орден Святого Владимира 2-й степени с мечами (22.02.1905)

- Орден Белого орла с мечами (07.05.1905)

- Орден Святого Александра Невского (06.09.1911)

- Бриллиантовые знаки к ордену Святого Александра Невского (06.05.1915)

## Семья
Жена: 
Елизавета Сергеевна Кильхен (Трепова) - 1856-1937.
Дети: 
Вера Фёдоровна Гудим-Левкович (Трепова) - 1881-1958.
Елизавета (Элла) Фёдоровна Демидова (Трепова) - 1885-1978.